# Finales de la ABA de 1975
Las Finales de la ABA de 1975 fueron las series definitivas de los playoffs de 1975 y suponían la conclusión de la temporada 1974-75 de la ABA, con victoria de Kentucky Colonels, campeón de la División Este, sobre Indiana Pacers, campeón de la División Oeste. En la pista solo hubo un jugador que pasaría a formar parte del Basketball Hall of Fame, Dan Issel de los Colonels, mientras que en los banquillos estaba Hubie Brown, elegido en 2005 como contribuyente.

## Resumen
| Partido | Fecha      | Equipo local | Resultado | Equipo visitante |
| ------- | ---------- | ------------ | --------- | ---------------- |
| 1       | 13 de mayo | Kentucky     | 120-94    | Indiana          |
| 2       | 15 de mayo | Kentucky     | 95-93     | Indiana          |
| 3       | 17 de mayo | Indiana      | 101-109   | Kentucky         |
| 4       | 19 de mayo | Indiana      | 94-86     | Kentucky         |
| 5       | 22 de mayo | Kentucky     | 110-105   | Indiana          |

Colonels gana las series 4-1

## Enfrentamientos en temporada regular
Durante la temporada regular, los Colonels y los Pacers se vieron las caras en ocho ocasiones, jugando 4 encuentros en el Market Square Arena, 3 más en el Freedom Hall y uno en la ciudad de Lexington (Kentucky), con 5 victorias para los Colonels por tres de los Pacers.
| 20 de octubre | Indiana Pacers | 92–101 | Kentucky Colonels |                                    |
|               |                |        |                   |                                    |
|               |                |        |                   | Pabellón: Freedom Hall, Louisville |

| 26 de octubre | Kentucky Colonels | 107–95 | Indiana Pacers |                                             |
|               |                   |        |                |                                             |
|               |                   |        |                | Pabellón: Market Square Arena, Indianápolis |

| 17 de noviembre | Indiana Pacers | 103–116 | Kentucky Colonels |                                |
|                 |                |         |                   |                                |
|                 |                |         |                   | Pabellón: Lexington (Kentucky) |

| 13 de diciembre | Kentucky Colonels | 108–114 | Indiana Pacers |                                             |
|                 |                   |         |                |                                             |
|                 |                   |         |                | Pabellón: Market Square Arena, Indianápolis |

| 22 de diciembre | Indiana Pacers | 110–118 | Kentucky Colonels |                                    |
|                 |                |         |                   |                                    |
|                 |                |         |                   | Pabellón: Freedom Hall, Louisville |

| 26 de diciembre | Kentucky Colonels | 111–122 | Indiana Pacers |                                             |
|                 |                   |         |                |                                             |
|                 |                   |         |                | Pabellón: Market Square Arena, Indianápolis |

| 26 de febrero | Indiana Pacers | 99–101 | Kentucky Colonels |                                    |
|               |                |        |                   |                                    |
|               |                |        |                   | Pabellón: Freedom Hall, Louisville |

| 5 de marzo | Kentucky Colonels | 90–103 | Indiana Pacers |                                             |
|            |                   |        |                |                                             |
|            |                   |        |                | Pabellón: Market Square Arena, Indianápolis |